# Piezas Staunton
Las piezas de ajedrez Staunton o, abreviadamente piezas Staunton  son un tipo particular de piezas de ajedrez.  De acuerdo con las reglas del ajedrez, este estilo se usa normativamente para las competiciones. Su diseño se atribuye al inglés Nathaniel Cook, y las piezas llevan el nombre del maestro ajedrecista, también inglés, del siglo XIX llamado Howard Staunton. Los primeros quinientos juegos fueron parcialmente firmados y numerados por Staunton. Este estilo de pieza fue fabricado a partir de  1849 por  Jaques of London  y rápidamente se convirtió en el modelo de diseño estándar para las piezas de ajedrez; por tal motivo se han utilizado y utilizan en todo el mundo desde entonces.

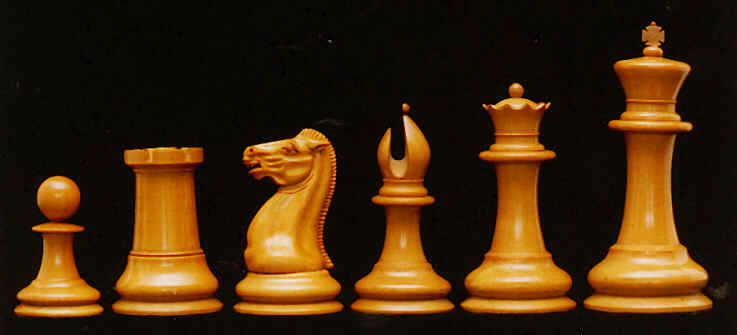
Piezas originales de ajedrez Staunton, de izquierda a derecha: peón, torre, caballo, alfil, dama y rey.

## Estilos antiguos

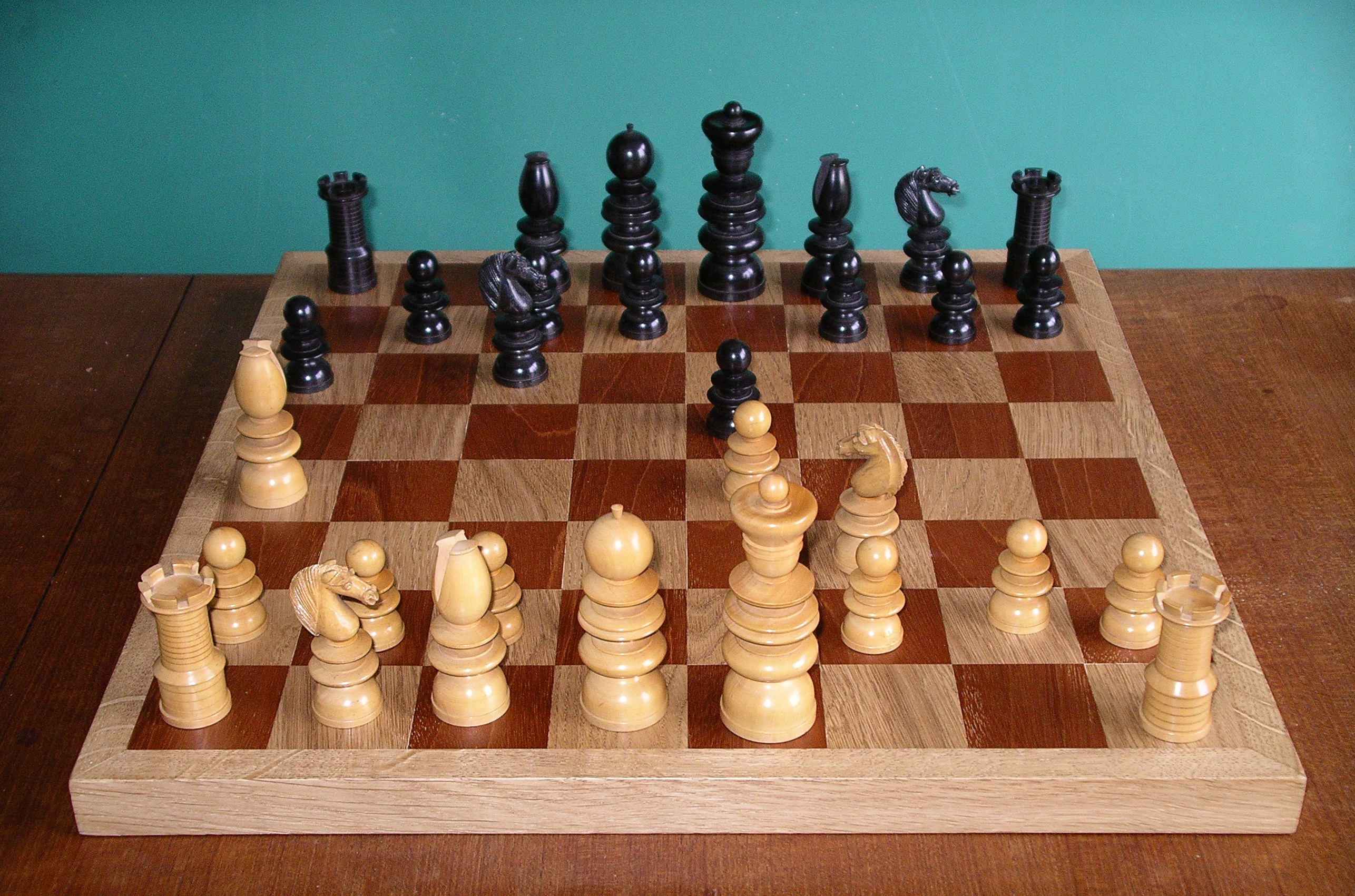
Un juego de ajedrez estilo Saint George (St. George style set).

El aumento del interés en el juego de ajedrez, sobre todo en el juego internacional a finales del siglo XVIII y principios del siglo XIX, provocó una renovada demanda de un modelo más universal de piezas de ajedrez. La variedad y estilos de la forma convencional, que se inició en el siglo XV, se habían ampliado enormemente a principios del siglo XIX. Tipos convencionales populares durante el período incluyeron el juego de ajedrez inglés Barleycorn, el juego de ajedrez de San Jorge (Saint George's chess play), el juego de ajedrez francés Regence (llamado así por el Café de la Régence en París) y el centroeuropeo.  La mayoría de las piezas eran demasiado altas y podían ser fácilmente volteadas provocando por esto un engorro durante el juego. Sin embargo la principal desventaja de las piezas no estandarizadas o normativizadas era muchas veces la similitud de las piezas dentro de un conjunto. La falta de familiaridad de un jugador con las piezas del oponente podía alterar el resultado de una partida.
En las primeras décadas del siglo XIX, quedó muy claro que había una gran necesidad de un juego de ajedrez con piezas que fueran fáciles de usar y universalmente reconocibles por los jugadores de ajedrez de los más diversos orígenes. La solución, fue dada por primera vez en 1849 por los fabricantes y proveedores de "juegos finos" de la empresa controlada por John Jaques of London instalados en Hatton Garden, Londres. Aunque a Nathaniel Cook durante mucho tiempo se le ha atribuido el diseño, también se supone que puede haber sido ayudado en la realización del diseño de estas piezas de ajedrez por su cuñado y el propietario de la firma, John Jaques. Tal diseño de piezas pasó a ser denominado el «ajedrez Staunton» al ser establecido mundialmente después de ser usadas por el ajedrecista Howard Staunton (1810-1.874), escritor y jugador de ajedrez que era considerado el mejor jugador de ajedrez en el mundo durante el periodo 1843-51.
Primera teoría
La primera teoría de la evolución del conjunto es que el Sr. Cook había utilizado conceptos arquitectónicos de prestigio, familiares para su clase, la alta burguesía culta y próspera. Arquitectos de Londres, fuertemente influenciados por la cultura de Grecia y de la cultura de la antigua Roma, estaban diseñando prestigiosos edificios en el estilo neoclásico. La aparición de las nuevas piezas de ajedrez se basa en este estilo y las piezas eran símbolos de la sociedad victoriana "respetable": un distinguido obispo, notorio por la mitra, una reina con su corona y un rey también coronado, un caballo cuya pieza representativa es la cabeza tallada de un caballo que parece un semental tallada basándose en las representaciones de caballos que se encuentran en los Mármoles de Elgin en el friso del Partenón, y una torre que se basa en el diseño simplificado de un castillo medieval en clásicas líneas limpias para así proyectar un aura de fuerza y seguridad. La forma de los peones parece haberse basado en el emblema de la escuadra y el compás de los masones; Sin embargo, otra teoría que se refiere a la forma de los peones 'como un derivado de la forma de los balcones de la arquitectura victoriana. También hubo innovaciones prácticas: por primera vez, un emblema de la corona fue estampado en la torre y caballo de cada lado, para identificar su posicionamiento a lado del rey del tablero. La razón de esto es que en la notación de ajedrez descriptiva, las torres y los caballos eran a menudo designados por ser "el caballo de la reina", la "torre del rey", etc.
Segunda teoría
La segunda teoría es que Jaques, un maestro tornero, probablemente había estado experimentando con un diseño que no sólo sería aceptado por los jugadores sino que también podría ser producido a un costo razonable. Al final, lo más probable es que haya tomado prestados diseños y elementos de juegos que ya estaban disponibles para crear un nuevo diseño que utiliza símbolos universalmente reconocibles. Por otra parte, las piezas son compactas, bien equilibradas y ponderadas para proporcionar un conjunto de juego reconocible y útil.
Tercera teoría
La tercera teoría es que fue una combinación de ambas teorías con la sinergia de Mr. Cook, el empresario y el artesano Mr. Jaques.
Cuarta teoría
Muchos libros de los 1820 dedicados al ajedrez  utilizaban  diagramas con iconos de piezas de ajedrez similares en muchos aspectos a las piezas de ajedrez Staunton, incluyendo un reciente cambio de la corona arqueada para la reina. Esto demuestra que el diseño Staunton puede haber sido tomado de tales diagramas, muy probablemente tales diseños fueron recogidos por una imprenta.

## Diseño
Las conjuntos de piezas de ébano y de boj fueron ponderados, es decir, recibieron un peso de plomo en sus basamentos para proporcionar estabilidad adicional y,  la parte inferior de cada pieza estaba cubierta de fieltro; este último detalle proporcionó a los jugadores la ilusión de que las piezas de ajedrez flotaban a través del tablero. Algunos conjuntos de piezas blancas fueron hechas de marfil africano. El tamaño de la pieza  "rey"  oscilaba entre 3½ a 4½ pulgadas.
Los conjuntos de piezas  normalmente fueron expedidos en una caja de cartón piedra, cada uno de ellos llevaba un facsímil de la firma de Staunton debajo de la tapa.
Las piezas Staunton principalmente se asemejan a columnas con una amplia base moldeada. Los caballos cuentan con la cabeza y el cuello esculpidos de un caballo. Los reyes son las piezas más altas, constituidos por una columna rematada con una  estilizada corona rematada con una cruz. Las reinas son ligeramente menores que los reyes, y cuentan con una corona rematada con una pequeña semiesfera. Las torres o "roques" ( de allí la palabra enroque)  cuentan con estilizadas almenas y los alfiles (en inglés: bishops es decir: obispos) con un inglete cuyo diseño  recuerda a una mitra de estilo occidental. Los peones son los más pequeños y están rematados por una semiesfera en su cúspide. Las piezas de ajedrez del tipo Staunton que representan personajes humanos (rey, reina, alfil u obispo, y peones) tienen un disco plano que separa el cuerpo de la cabeza que se llama collar, este saliente facilita el manejo de tales piezas por parte del ajedrecista.

## Patente
Jaques acudió a su cuñado para pedirle consejo. En la Oficina de Patentes, el 1 de marzo de 1849, Nathaniel Cook, 198 Strand, Londres, Inglaterra, registró un diseño ornamental para un conjunto de Chess-Men, bajo la Ley de Diseños ornamentales de 1842. Hasta esa fecha, no se había previsto para el registro el de cualquier diseño de artículos de marfil, por esto el registro se limita a la Clase 2 que se refiere a los artículos hechos principalmente de madera.

## Comercialización
Cook fue el editor del Illustrated London News, donde Howard Staunton publicó artículos de ajedrez. Convenció al campeón para refrendar sus piezas de juego de ajedrez. El anuncio posiblemente escrito por el señor Staunton fue publicado de la siguiente manera:

A set of Chessmen, of a pattern combining elegance and solidity to a degree hitherto unknown, has recently appeared under the auspices of the celebrated player Mr. STAUNTON. A guiding principle has been to give by their form a signification to the various pieces - thus the king is represented by a crown, the Queen by a coronet, &c. The pieces generally are fashioned with convenience to the hand; and it is to be remarked, that while there is so great an accession to elegance of form, it is not attained at the expense of practical utility. Mr. STAUNTON'S pattern adopts but elevates the conventional form; and the base of the Pieces being of a large diameter, they are more steady than ordinary sets.

— Illustrated London News, September 8, 1849  / Es un conjunto de piezas de ajedrez cuyo patrón combina la elegancia y solidez en un grado desconocido hasta entonces, ha aparecido recientemente bajo los auspicios del célebre  jugador  Howard Staunton. Un principio rector ha sido dar por su forma una significación a las diversas piezas - por lo tanto el rey está representado por una corona, la reina por una corona, & c. Las piezas generalmente se forman para la comodidad de la mano [es decir: son ergonómicas ] ; y es de notar que, aunque se alcanza tan gran elegancia de la forma, ello no se consigue a expensas de la utilidad práctica. El  modelo del Sr. Staunton adopta pero eleva la forma convencional; y siendo de gran diámetro la base de las piezas, éstas son más estables que los juegos ordinarios.— texto en Illustrated London News del 8 de septiembre de 1849

El jugador de ajedrez Howard Staunton no sólo respaldó el producto fabricado por Jaques of London sino que lo promovió a un grado extraordinario incluyendo críticas muy severas y el escarnio de cualquier otro diseño de piezas de ajedrez propuestos hasta entonces. Esta puede haber sido la primera vez que un nombre famoso se utilizó para promocionar un producto comercial. Las piezas  Staunton, como se sabe, se pusieron a disposición del público en general a partir del 29 de septiembre de 1849. El estilo Staunton pronto fue la norma en las piezas que se han utilizado mayoritariamente los torneos de juego de ajedrez en todo el mundo desde entonces. El bajo costo del conjunto Staunton  permitió a las masas la compra de piezas de ajedrez y ayudó a popularizar el juego de ajedrez.
El conjunto Staunton obtuvo el sello de aprobación de la FIDE, la Federación Internacional de Ajedrez, cuando en 1924 fue seleccionado como su opción de conjunto de trebejos para su uso en todos los futuros torneos internacionales de ajedrez.

## Variantes
Hay 17 variantes derivadas reconocidas del conjunto original de piezas Staunton, clasificadas de la siguiente manera:
1. Set de juego de ajedrez Leuchars (1849)
2. Cook chess set (1849
3. 9–1850)
4. Wedgewood chess set (1849)
5. Morphy chess set
6. Harrwitz chess set (1852–55)
7. Paulsen chess set (1853–1855)
8. Anderssen chess set (1855–65)
9. Steinitz chess set (1865–70)
10. Tarrasch chess set (1870–1875)
11. Zukertort chess set (1875–80)
12. Lasker chess set (1880–85)
13. Pre-Hartston chess set (1885–1890)
14. Hartston chess set (1890–1900)
15. Marshall chess set (1900–15)
16. Nimzovitch chess set (1927–1937)
17. Broadbent chess set (1925–37)
18. Lessing chess set (1927–1937)

## Actualidad
Durante más de un siglo y medio, el juego de ajedrez Staunton ha demostrado ser muy popular y es probable que lo siga siendo en el futuro.  El diseño tiene éxito debido a sus piezas bien equilibradas y fáciles de reconocer. El diseño Staunton está actualmente reconocido como el estándar oficial para piezas de ajedrez del torneo. Anthony Saidy y Norman Lessing escribieron que: 

"if a vote were taken among chess-players as to which pieces they most enjoyed playing with, there can be no doubt that the Staunton chessmen would win by an overwhelming margin. They are invariably used in major chess tournaments. No self-respecting chess club would be without them. They afford the most pleasing combination of utility and aesthetic appeal."

 traducción:

«si se realizara una votación  entre los jugadores de ajedrez en cuanto a con cuáles piezas más disfrutaron jugando, no puede haber duda de que la piezas de ajedrez Staunton ganarían por un margen abrumador. Se utilizan siempre en los grandes torneos de ajedrez. No se precia a un club de ajedrez sin ellas. Ellas ofrecen la combinación más agradable de la utilidad y atractivo estético»

.
Los juegos de ajedrez de madera Staunton a menudo se hacen en un torno y  a continuación, los detalles no circulares se añaden a mano; los caballos se hacen en dos partes (cabeza y base) que son pegadas con un adhesivo.